# آرون ورویلست
آرون ورویلست (انگلیسی: Aaron Verwilst؛ زادهٔ ۲ مهٔ ۱۹۹۷ ‏(۲۷ سال)) دوچرخه‌سوار اهل بلژیک است.
از باشگاه‌هایی که در آن بازی کرده‌است می‌توان به اسپورت فلاندر–بالوزه اشاره کرد.